# Federico García Capurro
Federico García Capurro (* 25. Februar 1907 in Montevideo; † 2000) war ein uruguayischer Röntgenologe und Politiker.
Der Mediziner García Capurro, der der Partido Colorado angehörte, hatte in der 34. Legislaturperiode vom 2. März 1943 bis zum 10. Februar 1947 ein Mandat als stellvertretender Senator in der Cámara de Senadores inne. Im Zeitraum 1952 bis 1954 übte er das Amt des Gesundheitsministers Uruguays aus. Vom 17. Juni 1968 bis 10. März 1970 leitete der promovierte García Capurro das Ministerium für Bildung und Kultur. Ab dem 2. April 1971 bis zum 1. März 1972 war er Verteidigungsminister Uruguays. Parallel dazu hatte er vom 28. Oktober 1971 bis zum 10. Februar 1972 auch das Amt des auch für Kommunikations- und Tourismusangelegenheiten zuständigen Verkehrsministers inne.

## Zeitraum seiner Parlamentszugehörigkeit
- 2. März 1943 bis 10. Februar 1947 (Cámara de Senadores, 34. LP)